# 8-й кавалерийский корпус
8-й кавалерийский корпус — кавалерийский корпус в составе Вооружённых сил СССР во время Великой Отечественной войны.
Сокращённое наименование — 8 кк.

## История
8-й кавалерийский корпус был сформирован на основании директивы Ставки Верховного Главнокомандования № 003 от 4 января 1942 года и директивы заместителя Народного комиссара обороны СССР № орг/3/780520 от 17 января 1942 года. Формирование корпуса проходило в составе Брянского фронта в районе городов Елец и Ефремов.
Первой дивизией вошедшей в состав корпуса была 21-я горно-кавалерийская дивизия, за ней в состав корпуса влились 55-я кавалерийская дивизия сформированная в городе Ковров Ивановской области и 52-я кавалерийская дивизия. 13 марта 1942 года 52-я кавалерийская дивизия была расформирована, а остатки её частей направлены на доукомплектование 21-й и 55-й дивизий.
В составе 61-й армии, а затем Брянского фронта участвовал в зимних и весенних боях на южном фланге битвы за Москву. До 21 марта 1942 года корпус в составе 21-й и 55-й дивизий, и четырёх лыжных батальонов вёл боевые действия в районе Литвиново и Гремячье.
24 марта 1942 года корпус был выведен в резерв командующего войсками Брянского фронта. В мае 1942 года прибыла 112-я кавалерийская дивизия сформированная в Башкирии. Формирование корпуса было закончено к концу июня 1942 года.
Впервые в бой с гитлеровцами корпус вступил 2 июля 1942 года на Брянском фронте, юго-западнее города Елец.
7 июля 1942 года корпусу была передана 201-я танковая бригада. 30 июля 1942 года в состав корпуса прибыла 73-я кавалерийская дивизия и слилась с 55-й кавалерийской дивизией приняв её номер.
В последующем в составе войск Воронежского и Юго-Западного фронтов участвовал в боях под Воронежем, Сталинградом, на Среднем Дону, в Донбассе, совершал рейды по тылам гитлеровских войск.
Сразу после разгрома немцев под Сталинградом, в феврале 1943 года корпус, прорвав фронт гитлеровцев, совершил героический рейд по немецким тылам в Донбассе. Башкирские конники углубились в расположение врага на сотню километров, уничтожая его живую силу, громя гарнизоны и штабы, технику и коммуникации.
Особенно успешным был рейд в тыл противника в районе Дебальцево в феврале 1943 года. Врагу был нанесён значительный урон в живой силе и военной технике, освобождено 1480 военнопленных и советских граждан. Утром 14 февраля 112-я кавдивизия и 55-я кавдивизия овладели Чернухино, но к 13 часам 14 февраля в результате контратаки 17-й немецкой тд были вынуждены отступить с запада села. 21-я кавдивизия утром 15 февраля овладела станцией Октябрьский и вторглась в окраины Дебальцево у высоты 326,6.
На южном участке фронта немцам удалось отразить наступление советских войск на линии реки Миусс Попавшие в окружение в районе Дебальцево части кавалерийского корпуса после неудачной попытки вырваться из окружения были вынуждены сдаться в плен. В плен попал и командир корпуса генерал-майор М. Д. Борисов с несколькими офицерами штаба.
За образцовое выполнение заданий командования, мужество и героизм личного состава в боях под Сталинградом корпус 14 февраля 1943 года был преобразован в 7-й гвардейский кавалерийский корпус, а его дивизии — в 14, 15 и 16-ю гвардейские.
Войну закончил как 7-й гвардейский кавалерийский Бранденбургский ордена Ленина Краснознамённый ордена Суворова корпус.

## Состав
- управление корпуса
- 21-я горно-кавалерийская дивизия
- 52-я кавалерийская дивизия (расформирована 13 марта 1942 года)
- 55-я кавалерийская дивизия
- 112-я Башкирская кавалерийская дивизия
- Лыжная группа:
  - 36-й отдельный лыжный батальон
  - 37-й отдельный лыжный батальон
  - 57-й отдельный лыжный батальон
  - 58-й отдельный лыжный батальон
  - 179-й отдельный лыжный батальон
  - 180-й отдельный лыжный батальон
  - 181-й отдельный лыжный батальон
  - 235-й отдельный лыжный батальон
  - 238-й отдельный лыжный батальон
- 148-й миномётный полк
- 263-й конно-артиллерийский дивизион
- 13-й отдельный дивизион связи
- 23-е авиазвено
- 8-й отдельный истребительно-противотанковый дивизион
- 186-й полевой подвижный госпиталь
- 582-й этапный ветеринарный лазарет
- Приданные части:
  - 510-й огнемётный танковый батальон
  - 511-й огнемётный танковый батальон
  - 152-й гаубичный артиллерийский полк
  - 179-й истребительно-противотанковый артиллерийский полк
  - 35-й гвардейский миномётный полк
  - 174-й артиллерийский полк ПТО
  - 586-й артиллерийский полк ПВО
- Директивой Ставки ВГК № 170252 от 15 апреля 1942 г. до 5 мая в состав корпуса должен был быть включен танковый батальон (20 Т-34, 12 Т-60).

## Подчинение
В составе действующей армии: с 18.01.1942 по 14.02.1943

## Командование корпуса

### Командиры корпуса
- 15.01.1942 — 11.05.1942 Корзун, Павел Петрович, генерал-майор;
- 12.05.1942 — 27.05.1942 Жидов, Алексей Семёнович, генерал-майор;
- 28.05.1942 — 09.09.1942 Лунёв, Иван Федотович, полковник;
- 10.09.1942 — 16.10.1942 Жидов, Алексей Семёнович, генерал-майор;
- 17.10.1942 — 26.10.1942 Дудко, Степан Иванович, генерал-майор (врио);
- 17.10.1942 — 14.02.1943 Борисов, Михаил Дмитриевич, генерал-майор[5]

### Заместитель командира корпуса по строевой части
- 10.09.1942 — 18.09.1942 Лунёв, Иван Федотович, полковник[6];
- 18.09.1942 — 14.02.1943 Дудко Степан Иванович, полковник, с 19.11.1942 генерал-майор

### Военные комиссары (с 9 октября 1942 — Заместители командира корпуса по политической части)
- 28.01.1942 — 10.07.1942 Кузнецов, Иван Васильевич, бригадный комиссар;
- 06.08.1942 — 14.02.1943 Белов, Михаил Никандрович, полковой комиссар, с 20.12.1942 полковник[7]

### Начальники штаба корпуса
- 29.01.1942 — 18.09.1942 Коблов, Григорий Петрович, полковник[6];
- 18.09.1942 — 02.12.1942 Житов, Борис Сергеевич, полковник;
- 03.12.1942 — 14.02.1943 Сабуров, Иван Дмитриевич, подполковник

### Начальники политотдела
- 31.01.1942 — 03.06.1942 Лукашев, Кузьма Васильевич, полковой комиссар;
- 30.06.1942 — 14.02.1943 Карпушенко, Александр Алексеевич, старший батальонный комиссар, с 20.12.1942 полковник[7]

### Начальник артиллерии
- Головановский, Ричард Иванович, полковник

### Начальник связи
- Сарбай, Андрей Никифорович, полковник

## Отличившиеся воины
| Награда                    | Ф. И. О.                        | Должность                                                                                  | Звание                              | Дата награждения | Примечания                       |
| -------------------------- | ------------------------------- | ------------------------------------------------------------------------------------------ | ----------------------------------- | ---------------- | -------------------------------- |
|                            | Атаев, Аннаклыч                 | командир 1-го сабельного эскадрона 294-го кавалерийского полка 112-й кавалерийской дивизии | Лейтенант в Кавалерии Красной Армии | 31.03.1943       | погиб в бою 22 января 1943 года  |
| Герой Российской Федерации | Шаймуратов, Минигали Мингазович | командир 112-й кавалерийской дивизии                                                       | Генерал-майор Красной Армии         | 30.03.2020       | погиб в бою 23 февраля 1943 года |